# К-181
К-181 — советская атомная подводная лодка проекта 627А «Кит», заводской № 287.

## История
Заложена 15 ноября 1961 года на стапеле цеха № 42 Северного машиностроительного предприятия.
Спущена на воду 7 сентября 1962 года. С 11 октября по 21 ноября 1962 года на лодке были проведены швартовные испытания оборудования и механизмов. Заводские ходовые испытания проводились в период с 22 по 24 ноября 1962 года. Государственные испытания проходили с 25 ноября по 27 декабря 1962 года. 27 декабря 1962 года Государственная комиссия подписала акт о завершении государственных испытаний «К-181».
Включена в состав Северного флота 11 января 1963 года, зачислена в состав 3-й дивизии подводных лодок с местом базирования в Западной Лице. Первым командиром «К-181» был назначен капитан 2-го ранга Сысоев Ю. А.
В период с 25 сентября по 4 октября 1963 года «К-181» совершила арктический поход в район Северного полюса. 29 сентября 1963 года в 6 часов утра лодка вышла в расчётную точку Северного полюса. В 6 часов 51 минуту ПЛА произвела всплытие в полынье, в непосредственной близости от полюса. На льду, на установленной специально мачте были подняты государственный и военно-морской флаги. Продолжительность похода составила 9 суток и 3 часа, было пройдено 3464 морских мили за 219 часов, из них подо льдом 1800 морских миль за 107 часов. Непосредственное руководство походом осуществлял командующий Северным флотом адмирал Владимир Касатонов, командовал «К-181» капитан 2-го ранга Сысоев Ю. А. Кроме экипажа на борту «К-181» находились командующий Северным флотом адмирал Владимир Касатонов, начальник политотдела 1-й флотилии подводных лодок контр-адмирал Антонов Г. Г., начальник Оперативного управления штаба Северного флота капитан 1-го ранга Шиндель Д. И., главный штурман ВМФ капитан 1 ранга Мотрохов А. Н., заместитель командующего 1-й флотилией подводных лодок по электромеханической части капитан 1 ранга Будаев М. М., заместитель командира 3-й дивизии подводных лодок капитан 2-го ранга Рыков В. П., представители прессы, научно-исследовательских институтов, всего вместе с экипажем лодки 124 человека. Во время похода проводились испытания экспериментального навигационного комплекса «Сигма» и опытного образца приёмоиндикатора, способного принимать сигналы сверхдлинноволновой системы дальней навигации в подводном положении.
Указом Президиума Верховного Совета СССР от 18 февраля 1964 года командиру «К-181» капитану 2 ранга Сысоеву Ю. А. было присвоено звание Героя Советского Союза.
С 16 марта по 14 апреля и с 17 июня по 15 августа 1964 года «К-181» совершила два боевых похода в Норвежское море и Северную Атлантику по плану учений «Ограда». В период с 1965 года по 1970 год на счету лодки два автономных похода на боевую службу общей продолжительностью 134 суток. В 1966 году в процессе выполнения боевой задачи «К-181» осуществляла длительное слежение за ударным оперативным соединением ВМС США во главе с ударным авианосцем «Саратога».
В период с декабря 1967 года по октябрь 1968 года лодка прошла очередной ремонт с перезарядкой активных зон реакторов.
20 февраля 1968 года «К-181» первой в истории ВМФ СССР послевоенного периода была награждена орденом Красного Знамени.
В декабре 1968 года во время автономного похода на боевую службу «К-181» осуществила первый в истории ВМФ СССР заход атомной подводной лодки в иностранный порт — Александрию.
С 1971 года по 1974 год лодка проходила текущий ремонт на судоремонтном заводе № 10. В 1974 году переведена в состав 17-й дивизии ПЛА с местом базирования в Гремихе.
В кампанию 1976 — 1981 годов «К-181» была в 4 автономных походах на боевую службу общей продолжительностью 150 суток. 18 октября 1976 года во время боевой службы при погружении на глубину 180 метров было обнаружено поступление забортной воды через съёмный лист 5 отсека. Лодка была вынуждена всплыть в надводное положение для обжатия съёмного листа.
В 1979 году на «К-181» имела место течь холодильника, что привело к необходимости работы атомной силовой установки с отключённым фильтром 1 контура.
В 1984 году ПЛА использовалась для боевого дежурства и отрабатывала задачи боевой подготовки в море и на базе. В октябре 1984 года «К-181» была поставлена в средний ремонт. В 1987 году ремонт был прекращён и 16 сентября 1987 года лодка была выведена из боевого состава ВМФ.
Всего с момента спуска на воду «К-181» прошла 185 641 морских миль за 20 773 ходовых часов.
С 1991 года по 1997 год лодка находилась в пункте временного хранения на плаву.
В 1998 году после демонтажа реакторных отсеков «К-181» была утилизирована. Корпус турбинного отсека был сохранён и вставлен вместо реакторного отсека К-3 «Ленинский комсомол» при её превращении в корабль-музей.
Краснознамённый флаг «К-181» унаследовала подводная лодка К-328 «Леопард».